# Pumpkin Scissors
Pumpkin Scissors (パンプキン・シザーズ Panpukin shizāzu?) es un manga creado por Ryotaro Iwanaga, originalmente publicado en Magazine GREAT en 2002 y trasladado a Monthly Shōnen Magazine en octubre del 2006. En mayo del 2007 alcanzaba los 7 volúmenes.
El anime ha sido producido por Gonzo y AIC comenzando en octubre del 2006 y emitiendo su capítulo final en marzo del 2007.

## Argumento
La historia comienza en una tierra ficticia que podríamos situar sobre la zona de Alemania. La acción se sitúa tres años después de una cruenta guerra que ha debilitado al imperio y, con la consecuente escasez de comida y trabajo, muchos ciudadanos se ven obligados a la mendicidad. Para reconstruir el país, el ejército crea una sección nueva, con el fin de dar apoyo a los damnificados por la guerra. Esta es la sección 3. Sus comienzos son bastante malos, por lo que enseguida es apodada como la tranquila y relajada sección 3. Al poco de su creación solo tienen 2 miembros, el Capitán Hunks y la Sargento Mayor Lili Stecchin y el perro Mercury. El Oficial Oreldo se une al poco tiempo y su amigo Martis también entra. Hasta ese momento, la tranquila y relajada sección 3 hace honor a su apodo, pero con la llegada de Subcapitan Alice L. Malvin se revoluciona completamente, teniendo cuando lo requiere acción contra bandidos y maleantes. Así, Alice le crea un nuevo nombre a la sección, con tal de hacer honor a su nombre, la nombra Pumpkin Scissors.
En una de las misiones conocen al que sería el último miembro en unirse a los Pumpkin Scissors y el protagonista junto Alice, el Cabo Randel Oland, el cual es un veterano de guerra que luchó en la 901 ATT, la tropa Antitanque. Este giganton entrará en la Sección 3 con la esperanza de ayudar a otros.

## Personajes
Capitán Hunks
- Doblado por: Chō

El comandante y administrador de los Pumpkin Scissors. El da la misiones a la Sección 3, generalmente calmado, contrasta fuertemente con la impetuosa naturaleza de Alice Malvin's.
SubTeniente Alice L. Malvin
- Doblada por: Shizuka Itō

La chica protagonista. Subcomandante y líder de campo de los Pumpkin Scissors. Suboficial de origen noble graduada en la academia militar justo después del alto el fuego; Alice es muy temperamental y generalmente pone en peligro a sus subordinados con tal de cumplir la misión. No obstante, tiene un fuerte sentido de la justicia y trata de vivir conforme a las tradiciones familiares. Tiene dos hermanas casadas, por lo que ella heredará el nombre de la familia Marvin, es por eso que es militar. No obstante, tendrá un hermano que le librará de esa responsabilidad, por lo que tendrá que elegir entre casarse como sus hermanas o seguir en la Sección 3. Contraria a sus subordinados, ella no utiliza armas de fuego, si no su espada que les dio el emperador a su familia, y de vez en cuando una espada doble bastante grande.
SubOficial Martis
- Doblado por: Chihiro Suzuki

De los mejores graduados en la academia militar, Martis es cauteloso y pensativo. No obstante cuando hay peligro sabe defenderse y también sabe artes marciales
SubOficial Oreldo
- Doblado por: Kousuke Toriumi

Amigo de la infancia de Martis, Oreldo es el típico joven playboy. Se pasa el día detrás de las mujeres y suele llegar tarde, provocando el enfado de Alice. Se crio en las calles por lo que sabe luchar.
Sargento Mayor Lili Stecchin
- Doblada por: Kana Ueda

El miembro más antiguo del Pumpkin Scissors, Al principio de la guerra estuvo en el país enemigo. Ella ayuda al Capitán Hunks y es responsable de Mercury. Usualmente alegre, tratara de animar a sus compañeros siempre que estos estén deprimidos.
Cabo Randel Oland
- Doblado por: Kenta Miyake

El protagonista. Veterano de guerra que se unió a los Pumpkin Scissors como refuerzo. Él fue parte de la secreta unidad 901 ATT (anti-tank-trooper), básicamente consistía en soldados a pie entrenados para derribar tanques ellos solos. Esta unidad, fue conocida por los "Gespenster Jäger" (del alemán cazador fantasma)fue parte de los "9 Invisibles". A pesar de su estatura y su gran cuerpo, Randel generalmente es amable e ingenuo. Cuando esta en problemas enciende su linterna de luz azul marcada con el escrito "901-ATT", y se vuelve imparable en combate. Es capaz de matar la tripulación de un tanque a distancia 0 usando su arma de 13 mm antitanques, también llamada "door knocker" (Toca puertas), aunque para ello siempre salga generalmente herido.

## Música
Tema de apertura
Aoki Flamme (蒼き炎(フランム)?) por Yōko Takahashi.
Tema de cierre
Mercury GO (マーキュリー★GO?) por Kana Ueda y Yukai na Nakama-tachi.
Tema de cierre (episodio 18)
Pumpkin Ondo (パンプキン音頭?) por Kana Ueda.